# 海運アライアンス
海運アライアンス（かいうんアライアンス、英: shipping conference）は、コンテナ定期船会社による国際カルテルである。カルテルというと事業者間で完結する協定をイメージするのが普通である。しかし、海運アライアンスは荷主との契約もその要素とする。

## 歴史
1873年恐慌による貨物量激減をきっかけとしてカルカッタ同盟ができた。この同盟は世界初の海運アライアンスで、カルテルの典型であった。それまでよく行われていた大口荷主への割引をやめて、全ての荷主に一律の運賃を適用した。自由競争者と荷主が抵抗したので、1877年に敷金のような制度をつくった。決められた期間に同盟船しか利用しなかった荷主に、後から運賃の一定割合を還付するディファード・リベート・システム（deferred rebate system）である。還付は二段階にして荷主をじらした。つまり、段階ごとに忠誠期間が定められており、それぞれ経過すると半額ずつ還付された。
カルカッタ同盟が荷主らを屈服させた例にならい、海運アライアンスは雨後の筍のように増えた。海底ケーブルが地球を支配した時代にあって、彼らに抗うことができたのは金がうなる地域であった。まず南アフリカ連邦は1911年、Post Office Administration and Shipping Combinations Discouragement Act を制定した。この法律は、ディファード・リベート・システムをとる海運会社との郵便逓送契約を禁じた。またオーストラリアでは1929年、オーストラリア遠洋海運協議会を設けた。そしてオーストラリア産業保護法を改正して、荷主・同盟間の契約は協議会の認可が必要になった。
これらの地域はディファード・リベート・システムがうまくいかなくなったので、海運アライアンスは荷主の枷を緩めるようになった。運賃を人質にとって半永久的に忠誠を誓わせるのをやめて、契約期間だけ縛り同時に身内料金体系を適用するようにした。
一方、アメリカは海運アライアンスに特別きびしかった。まず1916年海運法がディファード・リベート・システムを禁じた。反トラスト法の例外として海運アライアンス自体は生き延びたが、すでに述べた契約制にせざるをえなくなった。やがてアメリカはもう一撃を加えた。1920年海運法を改正して、海運市場の新規参入者を冷遇する同盟を禁じたのである。当分の間この法律の運用は甘かったが、1940年に同盟約款へ「正当かつ合理的な理由がないかぎり、対等な条件で加入できる」と書かせるようになった。

## 定期船同盟行動憲章条約
1970年の国連統計によると、発展途上国は、世界貿易において輸出で62.4％、輸入で16.5％を占めるにもかかわらず、世界総船腹量において7.6％を保有するにとどまった。要は、途上国が輸出したり輸入したりする貨物の大部分を先進国の船が運んでいたのである。そしてこの頃は、FRBその他中央銀行が束になってもドルを防衛しきれず、ドルを中心とした世界的なインフレが運賃を高騰させていた。そこで発展途上国は、自国の海運会社を同盟に自由参加させろとか、一定の輸送シェアを与えよとか、タリフの不当な値上げを規制せよといった要求を1972年第3回国際連合貿易開発会議総会で具体化し、強行採決した。
骨子は6項目である。①すでに述べた自由参加。②輸送シェアについて、輸出入当事国間で半分ずつとするが、第三国船も運ぶときには2割を割り当てる。③発展途上国の輸出を促進するため、特恵運賃を設定する。④船主と荷主の協議機構をつくり、ここへ関係政府が参加する。⑤タリフ値上げに具体的手続を定める。⑥船主・荷主間の紛争を処理する強制的な仲裁制度を設ける。
以上が定期船同盟行動憲章条約の土台となり、そのまま1974年国連全権会議において条約として採択された。翌年6月30日までの署名期間に途上国・ソ連・ドイツ・フランス・ベルギー等30か国が参加した。発効要件は参加国の保有する船腹量が世界の1/4を超えてから半年という停止条件であった。この発効条件といい、②③⑤というアファーマティブ・アクションといい、自由競争ではない。定期船同盟行動憲章条約は海運アライアンスの再編成である。
国土交通省によると、イギリス・アメリカ・ノルウェーは今も立場を変えていない。

## 主なグループ
かつては、海運同盟(Shipping Conference)という特殊指定で守られてきたが現在は無くなり、グローバリズムを背景とした競争が激化している。巨大化するコンテナ船の建造と保有、世界網の定期航路を維持していくためには莫大な投資が必要なため、共同運航によるグループ化とM&Aによるグループ化が進んでいる。
これらのグループは『グローバルアライアンス』とも呼ばれる。

### 2017年4月以前
- CKYHEアライアンス（COSCO,"K"LINE,Yangming,HANJIN,Evergreen） - 中国遠洋運輸集団（COSCO、中国）、川崎汽船（日本）、陽明海運（台湾）、韓進海運（大韓民国）、長栄海運（台湾）
  - 2001年8月 - 韓進海運が所属したUnited Allianceが解散、翌月にCKYHアライアンスが形成される。
  - 2014年 - 長栄海運が加入し、CKYHEアライアンスとなる。
  - 2016年 - 韓進海運が破綻。
- 2Mアライアンス - A.P. モラー・マースク（デンマーク）、MSC（スイス）
- G6アライアンス - 日本郵船（日本）、商船三井（日本）、ハパックロイド（en:Hapag-Lloyd ドイツ）、APL（シンガポール）、HMM（韓国）、OOCL（香港）、ZIM（イスラエル、加盟せず提携のみ[1]）
  - グランド・アライアンス(GA) -  日本郵船（日本）、ハパックロイド（en:Hapag-Lloyd ドイツ）、OOCL （香港）
    - 1995年5月 - 日本郵船、HL、P&O、NOLでグランド・アライアンスを結成する。
    - 1997年11月 - NOLがAPLを買収、APLの加盟していたTGAに加盟することとなり、GAを脱退する。後にOOCL、MISCが加盟する。
    - 2010年1月、MISCがGAを脱退する[2]。

  - ザ・ニュー・ワールド・アライアンス(TNWA) -  商船三井（日本）、ネプチューンオリエントラインズ（en:NOL シンガポール）、現代商船（HMM 大韓民国）
    - 1994年9月 - MOL、APL、OOCLが提携協定し、翌年ザ・グローバル・アライアンス(TGA)が発足する。
    - 1998年 - OOCLが脱退、HMMが参加する。ザ・ニュー・ワールド・アライアンス(TNWA)と改名する。
- O3アライアンス - CMA CGM（フランス）、中海コンテナ（中海発展/CSCL、中国）、UASC（アラブ首長国連邦）

### 2017年4月以降
- 2Mアライアンス - A.P. モラー・マースク（デンマーク）、MSC（スイス）、HMM（韓国、加盟せず提携のみ）
  - 2016年、A.P. モラー・マースクはハンブルク･スド（ドイツ）の買収を発表した。
- オーシャン・アライアンス - CMA CGM（フランス）、中遠海運控股（COSCO Shipping Holdings、中国）、OOCL（香港）、長栄海運（台湾）
  - 2015年、CMA CGMはNOLを買収した。
  - 2016年、中遠海運控股は中海集装箱運輸（CSCL）からコンテナ海運事業を買収し、子会社の中遠集装箱運輸（COSCO Container Lines）と統合した。統合後、中遠集装箱運輸は中遠海運集装箱運輸（COSCO Shipping Lines）に社名変更した。
  - 2017年、中遠海運控股はOOILを買収する計画を公表した。OOILはOOCLの親会社である。
- ザ・アライアンス - オーシャン・ネットワーク・エクスプレス (日本)、ハパックロイド（en:Hapag-Lloyd ドイツ）、陽明海運（台湾）、ZIM（イスラエル、加盟せず提携のみ[3]）
  - 2016年、ハパックロイドとUASCは合併契約を行った。
  - 2017年、日本郵船、商船三井、川崎汽船の三社はオーシャン・ネットワーク・エクスプレス (ONE)を設立し、ONEは2018年よりサービスを開始した。
- 小規模アライランス / コンソーシアム
  - HMM+K2コンソーシアム - HMM（韓国)、興亜海運（韓国)、長錦商船（韓国)
  - 韓国海運連合 (KSP) - HMM（韓国)、興亜海運（韓国)、長錦商船（韓国)、高麗海運（韓国)、SM商船（韓国)、天敬海運（韓国)、南星海運（韓国)、東暎海運（韓国)、東進商船（韓国)、汎洲海運（韓国)、太榮商船（韓国)、パンオーシャン（韓国)、韓星海運（韓国)、斗宇海運（韓国)[4]
    - 2016年、韓進海運は破綻し、バルク船事業を行っている大韓海運（朝鮮語版）の親会社SM(サムラマインダス)グループは、コンテナ船事業のSM商船を設立して、2017年に韓進海運の資産を買収した。
- 非所属 - Pacific International Lines（英語版）（シンガポール）、萬海航運（台湾）
  - 2015年、Pacific International LinesはMariana Express Linesの主要株主となった。
  - 物流関係ニュースサイトのJOC.comによれば、2017年初頭にPIL、萬海航運および中遠海運控股は太平洋航路で共同運航を行うことに合意し署名したとされる[5]。